# Steve Ovett
Stephen Michael James "Steve" Ovett, OBE (Brighton, 1955. október 9. –) olimpiai bajnok brit atléta. Középtávfutóként versenyzett, olimpiai aranyérmét 800 méteren szerezte, világcsúcstartó volt 1500 méteren és 1 mérföldön.

## Pályafutása
Gyermekkorában labdarúgásban is nagy jövő jósoltak neki, de ő inkább az egyéni sportot, az atlétikát választotta. Első jelentős eredménye az 1973-as junior atlétikai Európa-bajnokságon 800 méteren aratott győzelme volt. Egy évre rá a felnőtt EB-n ugyanebben a számban ezüstérmes lett. Az itt elért idejével junior Európa-csúcstartó is lett. Brit bajnoki címeket is szerzett ezen a távon, majd bejutott az 1976-os olimpia 800 méteres döntőjébe is. Itt lassú első köre után már nem ért fel a dobogós helyekre, az ötödik helyen végzett. Ugyanitt az 1500 méteres számban az elődöntőben kiesett.
Az 1977-es Világkupán 1500 méteren győzött jó taktikával. 200 méterrel a vége előtt váltott tempót, 11,8-as utolsó előtti 100 métert futva faképnél hagyta az olimpiai bajnok új-zélandi John Walkert, 25,1-es utolsó 200 méterével aranyérmes lett. A prágai Európa-bajnokságra már esélyesként érkezett 1978-ban. Itt csapott össze először látványosan honfitársával, Sebastian Coe-val, akivel később is hosszú rivalizálást éltek meg. A 800 méteres döntőben le is győzte Coe-t, 1:44,09-es egyéni csúcsával mégis csak ezüstérmes lett, nagy meglepetésre a kelet-német Olaf Beyer nyert. 1500 méteren Coe nem indult, Ovett pedig megszerezte a győzelmet. Az év végén a kenyai Henry Rono mögött második lett az év atlétája választáson, a BBC Sports Personality of the Year díjat pedig megkapta.
1980-ban a moszkvai olimpiára úgy érkezett, hogy 1500 méteren és 1 mérföldön sem győzte le senki három éve. A mérföldes távon egy hónappal az olimpia előtt világcsúcsot ért el 3:48,8-del, két héttel később pedig beállította Coe 1500-as világcsúcsát 3:32,1-del. Bár honfitársak voltak, a moszkvai olimpia csak a második olyan nagy nemzetközi verseny volt, ahol Coe és Ovett összecsapott. Mivel az olimpia bojkottja miatt számos esélyes nem vett részt a versenyen, a média egyértelműen kettejük párviadalaként készült a középtávfutók versenyeire. Ovett a 800 méteres számot az 1500 előtti felvezetésnek tervezte, ennek megfelelően a döntőben nem is kezdett erősen, féltávnál a hatodik helyen futott. Ekkor egy ritmusváltással hamar feljött a második helyre, hetven méterrel a cél előtt pedig átvette a vezetést. Végül három métert vert Coe-ra, olimpiai bajnok lett. Az 1500-as döntő hat nappal később zajlott. Ovett a verseny nagy részében közvetlenül Coe mögött haladt a második helyen. A verseny utolsó kanyarjánál azonban mégis lépéshátrányba került, két méterrel lemaradt. Hiába próbálta a célegyenesben csökkenteni a különbséget, nem tudta, sőt, az NDK-s Jürgen Straub is megelőzte, csak bronzérmes lett.
1981-től minden távra bevezették a századmásodperces eredményjegyzést, ezért 1980-ban pontosították a 400 méternél hosszabb távú világcsúcsokat. Így hiába szerepelt addig azonos eredménnyel (3:32,1-del) Coe és Ovett, a századmásodperceket is figyelembe vevő új eredménysoron Coe eredménye 3:32,03, Ovetté 3:32,09 lett. Így Ovettet törölték a csúcstartók közül. Még az év során megfutotta az új világcsúcsot 3:31,36-dal. Az 1981-es évben Ovett formája és a Coe-val való rivalizálása is a csúcson volt. Habár egyetlen közös versenyen sem indultak, az év folyamán számos világcsúcsot felállítottak. Az egy mérföldes táv világrekordja 10 nap alatt háromszor változott. Ugyanebben az évben győzött ismét a Világkupa 1500 méteres számában Rómában.
1982-ben egy otthoni utcai edzésen térdsérülést szenvedett, karrierje ekkor megtört. Bár 1983-ban már újra versenyzett, újabb sérülések miatt 800 méteren nem is válogatták be a helsinki világbajnokságra, 1500 méteren pedig rossz taktikája miatt jócskán lemaradt a honfitárs Steve Cram mögött és csak negyedik lett. Alig egy hónappal később ismét megdöntötte az 1500 méter világcsúcsát, de Cram ellen több versenyen is veszített.
Los Angelesbe 800 méteres címvédőként és egy jó téli felkészülést követő idényben érkezett, apróbb sérülések és légzési betegségek miatt mégis kis híján döntőbe sem került. Már az előfutamon majd a középfutamon is együtt kellett futnia a későbbi győztes brazil Joaquim Cruzzal, aki nagy tempót diktált. Az elődöntőben élete egyik legjobb idejét futotta (1:44,81), de a célvonalon összeesett. Távol volt csúcsformájától és ennek megfelelően a döntőben csak nyolcadik lett, ismét összeesett és két napra kórházba került. Bár rajthoz állt 1500 méteren, feladta a futamát.
Pályafutása végén már inkább 5000 méteren versenyzett. Az 1986-os nemzetközösségi játékokon végre újra nyert, ám egy hónapra rá az Európa-bajnokságon nem ért célba, a kontinens bajnoka az általa előzőleg legyőzött Jack Buckner, ismét egy honfitárs lett. Az 1987-es VB-n tizedik lett 5000 méteren. A szöuli olimpiára már nem jutott ki, pályafutását hivatalosan 1991-ben, Coe után egy évvel fejezte be.

## Egyéni legjobbjai
| Versenyszám | Eredmény | Hely         | Dátum                |
| ----------- | -------- | ------------ | -------------------- |
| 800 m       | 1:44,09  | Prága        | 1978. augusztus 31.  |
| 1000 m      | 2:15,91  | Koblenz      | 1979. szeptember 6.  |
| 1500 m      | 3:30,77  | Rieti        | 1983. szeptember 4.  |
| 1 mérföld   | 3:48,40  | Koblenz      | 1981. augusztus 26.  |
| 2000 m      | 4:57,71  | Oslo         | 1982. július 7.      |
| 3000 m      | 7:41,3   | Wattenscheid | 1977. szeptember 23. |
| 2 mérföld   | 8:13,51  | London       | 1978. szeptember 15. |
| 5000 m      | 13:20,06 | Belfast      | 1986. június 30.     |
| Félmaraton  | 1:05:38  | Dartford     | 1977. augusztus 20.  |